# Isaiah Spiller
Isaiah Spiller (Spring, 9 agosto 2001) è un giocatore di football americano statunitense che milita nel ruolo di running back e che è free agent.

## Carriera

### Los Angeles Chargers
Al college Spiller giocò a football a Texas A&M. Fu scelto nel corso del quarto giro (123º assoluto) del Draft NFL 2022 dai Los Angeles Chargers. Debuttò come professionista subentrando nella gara della settimana 7 contro i Seattle Seahawks correndo una volta per una perdita di 5 yard. Nella settimana 9 contro gli Atlanta Falcons corse un massimo stagionale di 29 yard su 7 tentativi. La sua stagione da rookie si chiuse con 41 yard corse in 5 presenze, nessuna delle quali come titolare.
Spiller non rientrò nel roster attivo iniziale per la stagione 2024 e il 27 agosto 2024 fu svincolato per poi essere aggregato alla squadra di allenamento il giorno successivo, per poi però essere svincolato nuovamente qualche giorno dopo.

### Las Vegas Raiders
Il 18 dicembre 2024 Spiller firmò per la squadra di allenamento dei Las Vegas Raiders, dove passò il resto della stagione.
Il 6 gennaio 2025 firmò da riserva/contratto futuro.
Il 25 aprile 2025, per far spazio ai nuovi giocatori selezionati nel draft, Spiller fu svincolato.